# Groupe de NGC 3060
Le groupe de NGC 3060 comprend au moins trois galaxies situées dans la constellation du Lion. La distance moyenne entre ce groupe et la Voie lactée est d'environ 52,0 Mpc (∼170 millions d'al). 

## Membres
Le tableau ci-dessous liste les trois galaxies du groupe dans l'ordre indiquées dans l'article de A.M. Garcia paru en 1993.   
| Nom      | Classification | Type                  | α (J2000.0)   | δ (J2000.0) | Vitesse radiale (km/s) | Magnitude apparente | Distance (Mpc) | Diamètre (kal) |
| -------- | -------------- | --------------------- | ------------- | ----------- | ---------------------- | ------------------- | -------------- | -------------- |
| NGC 3053 | SAB(rs)a?      | Spirale intermédiaire | 09h 55m 33.6s | 16° 25′ 58″ | 3719 ± 3               | 12,8                | 59,6 ± 3,6     | 108            |
| NGC 3060 | Sb             | Spirale               | 09h 56m 19.2s | 16° 49′ 52″ | 3678 ± 3               | 13,0                | 59,0 ± 4,1     | 132            |
| UGC 5343 | Sdm            | Spirale magellanique  | 09h 56m 45.6s | 16° 48′ 35″ | 3747 ± 3               | 14,35               | 60,0 ± 4,2     | 84             |

Le site DeepskyLog permet de trouver aisément les constellations des galaxies mentionnées dans ce tableau ou si elles ne s'y trouvent pas, l'outil du site constellation permet de le faire à l'aide des coordonnées de la galaxie. Sauf indication contraire, les données proviennent du site NASA/IPAC.